# هووهای مثل خواهر
هووهای مثل خواهر (به انگلیسی: Wives Sister) یک مجموعه تلویزیونی مستند آمریکایی است. و چند همسری یا چندزنی یک مرد به نام کودی براون Kody Brown در آمریکا را نشان می‌دهد. او با ۴ همسر و ۱۷ فرزند در لاس وگاس زندگی می‌کند.

## اعضای خانواده
- همسر اول: مری Meri نام دارد و متولد ۱۹۶۹ است. آنها در سال ۱۹۹۰ ازدواج کردند. او در سال ۲۰۱۴ به‌طور قانونی طلاق گرفت ولی هنوز با هم زندگی می‌کنند.
- همسر دوم: جانل Janelle نام دارد و متولد ۱۹۶۹ است. آنها در سال ۱۹۹۳ ازدواج غیررسمی کردند.
- همسر سوم: کریستین Christine نام دارد و متولد ۱۹۷۲ است. آنها در سال ۱۹۹۴ ازدواج غیررسمی کردند.
- همسر چهارم: رابین Robyn نام دارد و متولد ۱۹۷۸ است. آنها در سال ۲۰۱۰ ازدواج غیررسمی کردند و در دسامبر ۲۰۱۴ ازدواج قانونی کردند.

## فرزندان
آنها ۱۸ فرزند دارند:
فرزندان مری:
- ماریا Mariah متولد ۲۹ ژوئیه ۱۹۹۵ - دختر

فرزندان جانل:
- Logan متولد ۲۱ مه ۱۹۹۴ - پسر
- Madison متولد ۳ نوامبر ۱۹۹۵ - دختر
- Hunter متولد ۹ فوریه ۱۹۹۷ - پسر
- Garrison متولد ۳۱ اکتبر ۱۹۹۸ - پسر
- Gabriel متولد ۸ ژانویه ۲۰۰۱ - پسر
- Savanah متولد ۷ دسامبر ۲۰۰۴ - دختر

فرزندان کریستین:
- Aspyn متولد (۱۴ مارس ۱۹۹۵) - دختر
- Mykelti متولد (۹ ژوئن ۱۹۹۶) - دختر
- Paedon متولد (۷ اوت ۱۹۹۸) - پسر
- Gwendlyn متولد (۲۳ ژوئیه ۲۰۰۱) - دختر
- Ysabel متولد (۷ مارس ۲۰۰۳) - دختر
- Truely متولد (۱۳ آوریل ۲۰۱۰) - دختر

فرزندان رابین:
- Solomon متولد (۲۶ اکتبر ۲۰۱۱) - پسر
- فرزندی که قرار است در ۷ ژانویه ۲۰۱۶ متولد شود

رابین از ازدواج‌های دیگر خود سه فرزند دیگر هم دارد:
- Dayton متولد (۱۶ ژانویه ۲۰۰۰) - پسر
- Aurora متولد (۴ ژوئن ۲۰۰۲) - دختر
- Breanna متولد (۱۰ ژوئیه ۲۰۰۵) - دختر
- نوزاد - متولد (۱۰ ژانویه ۲۰۱۶) - دختر